# Чёртово озеро (Иркутская область)
Чёртово о́зеро — озеро на Хамар-Дабане (Россия, Иркутская область), расположенное почти на самом перевале Чёртовы Ворота на высоте 1728 метров в поясе альпийских лугов. Площадь — около 5000 м², глубина не превышает двух метров. Тип дна — ил, берега частично заболочены.
Водами озера питаются реки Спусковая (приток Утулика) и Подкомарная (приток Большой Быстрой). Между тем, реки не имеют надземных стоков из озера.
Покрывается льдом в сентябре, сходит лёд в июне. Таким образом, оно освобождено ото льда около 3 месяцев в году.
Озеро является мёртвым. Берега населены кедровками, мышами, бурундуками и ещё несколькими видами млекопитающих.
Рядом с озером проходит популярная туристическая тропа на реку Утулик и далее на Снежную, Хара-Мурин, Хан-Улу, Патовое озеро, Орцек и т. д. Тропа основана на почтовом тракте в Монголию, построенном каторжниками в XIX веке. С другой стороны, озеро находится на водораздельном хребте, по которому также проходит несколько маршрутов, в числе которых и популярная «Байкальская Кругосветка».
Спуск в сторону Утулика крутой, поэтому тропа идет серпантином. На этих склонах с ноября по март регулярно сходят лавины. Рядом с озером установлен памятник погибшему в лавине туристу.
Озеро расположено в районе с самым высоким уровнем среднегодовых осадков в Прибайкалье. Глубина снежного покрова достигает полутора метров, а в ветряных наносах — до десяти метров.